# Heishanosaurus
Heishanosaurus — викопний рід прісноводних плазунів ряду хорістодер (Choristodera).

## Опис
Heishanosaurus - один із найпримітивніших відомих членів Choristodera. Він розділяє з юрськими таксонами Cteniogenys і Coeruleodraco таку комбінацію рис, що не зустрічається у відомих прогресивніших членів групи: малий нижній скроневий отвір із коротким рострумом, мала сльозової кістка цілком розташована на краю очної ямки, окремі постфронтальна й заочна кістки, короткий нижньощелепний симфіз.
Подібно до Cteniogenys, Heishanosaurus був невеликою твариною: його довжина, ймовірно, складала близько 30 сантиметрів.

## Палеоекологія
Радіометричне датування формації Шахай досі не проводили і її точний вік залишається невизначеним. Деякі дослідники вважають її синонімом молодшої формації Fuxin (на основі стратиграфії двостулкових) чи еквівалентом формації Цзюфотан (на основі пилку). Оскільки формація Цзюфотан із радіометричним віком близько 120 млн років залягає під формацією Шахай, припускають, що остання утворилась за апту-альбу. Флора Фусінь, представлена рослинами формацій Шахай і Фусінь, включає понад 300 видів, серед яких домінують представники Filicopsida, Ginkgopsida й Coniferopsida. Цю флору розділяють на декілька стратиграфічних розділів, із яких формацію Шахай представляє асоціація Acanthopteris-Coriacea. Флора Фусінь вказує на вологий, теплий клімат, подібно до ранньокрейдових флор Сибіру й Канади, а також японської флори Теторі. До фауни локації належать ссавці, зокрема члени Eutriconodontia, Spalacotheriidae, Multituberculata, Zatheria й Eutheria, динозаври представлені зубами та яйцями та іншими хребетними на зразок ящірок, жаб і риб, а також прісноводні безхребетні.
Знахідка Heishanosaurus в формації Шахай доводить, що примітивні хорістодери, не належні ні до «алохорістодер» ні до Neochoristodera, дожили до ранньої крейди.